# Tadalafil

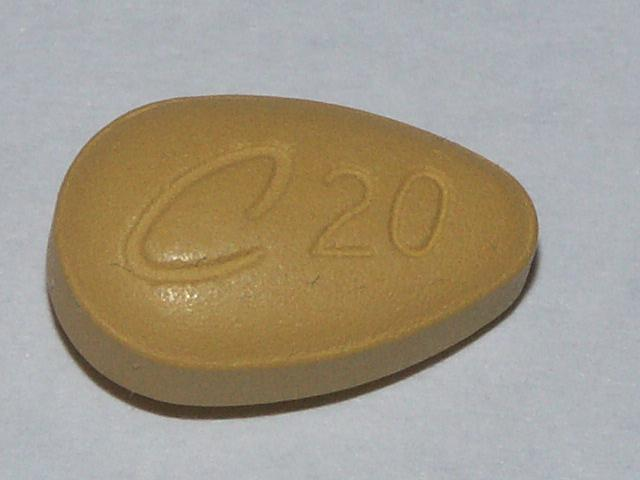
En tablett av potensmedlet Cialis (20 mg)

Strukturformel Tadalafil

Tadalafil är en PDE5-hämmare och den aktiva substansen i läkemedlet Cialis, utvecklat av Eli Lilly för behandling av erektil dysfunktion. Det är det andra läkemedlet inom läkemedelsgruppen fosofodiesteras-5-hämmare. Eli Lillys patent gick ut 2017. Tillverkaren av läkemedlet har genom årens lopp gjort flera överenskommelser med tillverkare av generiska läkemedel för att fördröja tillgängliggörandet av generisk Cialis. I USA kommer generisk Cialis sannolikt inte släppas på marknaden före oktober 2018.
Huvudskillnaden mellan de tre produkterna mot ED (impotens) är tidsaspekten. Tadalafil kan ge effekt efter 20 minuter och varaktighet upp till 36 timmar, medan Viagra och Levitra bara verkar i runt 5 timmar. Det beror på att biologiska halveringstiden för tadalafil är 17,5 timmar mot 4-5 timmar för de andra två. Tack vare att effekten av tadalafil kan hålla i sig i upp till 36 timmar, har läkemedlet givit dess användare en ökad spontanitet vad gäller sexuella aktiviteter. Den långa varaktigheten av läkemedlets effekt har gjort att pillret har kallats för "helgpillret". Cialis används förutom som en läkemedelsbehandling mot impotens även mot godartad prostataförstoring (benign prostatahyperplasi). Tadalafil är även den verksamma ingrediensen i läkemedlet Adcirca, vilket används för behandling av pulmonell arteriell hypertension.
Tadalafil kan orsaka följande biverkningar: huvudvärk, matsmältningsbesvär, halsbränna, rodnad, smärta i mage, rygg, muskler, armar eller ben, hosta, plötslig synförlust, suddig syn, förändrat färgseende, plötslig hörselförlust, tinnitus, priapism (en erektion som varar i 4 timmar eller längre), yrsel, bröstsmärta, nässelfeber, hudutslag, svårigheter att andas eller svälja, blåsbildning eller flagnande hy, samt svullnad i underben, fötter, händer, ögon, läppar, tunga eller ansikte.